# Lechytia chthoniiformis
Lechytia chthoniiformis är en spindeldjursart som först beskrevs av Luigi Balzan 1887.  Lechytia chthoniiformis ingår i släktet Lechytia och familjen Lechytiidae. Inga underarter finns listade i Catalogue of Life.